# Ruger MP9
Dérivé de l'Uzi, le Ruger MP9 est un pistolet mitrailleur US conçu par Uziel Gal lui-même pour la firme Ruger qui le commercialise depuis 1995. L'ergonomie et la forme changent peu (crosse repliable et poignée-pistolet seulement). Sa portée efficace est d'environ 50/100 m. La liste de ses rares utilisateurs n'est pas connue. Il est souvent confondu de nom avec le Steyr TMP, très connu sous le nom "MP9"

## Fiche technique
- Munition : 9 mm Parabellum
- Fonctionnement : culasse non calée
- Canon : longueur = 173 mm, muni de 6 rayures droitières
- Cadence de tir : 550 – 650 coups/min
- Capacité du chargeur : 32 cartouches
- Longueur maximale avec la crosse dépliée : 556 mm
- Longueur minimale avec la crosse repliée : 376 mm
- Masse à vide : 3 kg

## Dans la culture Populaire
Bien que rare, le MP9 est visible dans les mains de certains personnages d'I, Robot, Hors limites, Banlieue 13, Jeremiah ou Battlestar Galactica. Les gamers peuvent jouer avec dans 007: Nightfire (sous la référence de "Storm M32"), Hitman: Contracts, Hitman: Blood Money et Söldner: Secret Wars.

## Sources
- A.E. Hartink, The Complete Encyclopedia of Automatic Military Rifles, Rebo Publishers, 3e édition, 2004